# Elisabeth Tondeur
Elisabeth Tondeur, geborene Elisabeth Lehmann (24. Januar 1840 in Leipzig – August 1911) war eine deutsche Theaterschauspielerin.

## Leben
Tondeur, die Tochter eines Advokaten, begann am Hoftheater Neustrelitz ihre Bühnenkarriere als jugendliche Liebhaberin. Danach war sie am Stadttheater Bremen engagiert, wo sie auch ihren Kollegen Max Tondeur kennenlernte und heiratete. Mit diesem ging sie nach Breslau und war mit ihm bis zu seinem Tod 1909 zusammen. An der Theaterschule ihres Gatten in Breslau gab Elisabeth Tondeur auch dramatischen Unterricht. Eine ihrer Schülerinnen war Meta Jaeger.
Von ihren drei Kindern wurde Margarete Tondeur ebenfalls Schauspielerin.